# Jakovljev UT-2
Jakovljev UT-2 (rusko Яковлев УТ-2; NATO oznaka »Mink«) je bilo standardno šolsko dvosedežno nizkokrilno letalo ruskega proizvajalca Jakovljev v uporabi pred in med drugo svetovno vojno. V proizvodnji je bil 1936 do 1948. Zasnovan je bil kot naslednik Polikarpova Po-2. V Sloveniji ga je po drugi svetovni vojni uporabljal Letalski center Maribor.